# Eva-Charlotte Malmström
Eva-Charlotte Malmström, född 18 januari 1948 i Klosters församling i Eskilstuna, är en svensk före detta friidrottare (400 och 800 meter, längdhopp och 400 meter häck). Hon tävlade för klubbarna Mölndals AIK och  Mälarhöjdens IK och utsågs år 1977 till Svensk grabb/tjej nummer 291.

## Personliga rekord
- 200 meter - 24,0 (Växjö 16 augusti 1970)
- 400 meter - 54,13 (Karlstad 10 augusti 1975)
- 800 meter - 2.07,1 (Göteborg 12 augusti 1975)
- 400 meter häck - 60,00 (Helsingborg 11 augusti 1974)
- Längdhopp - 6,03 (Lidköping 9 juli 1967)